# Bloomberg L.P.

Logo Bloomberg

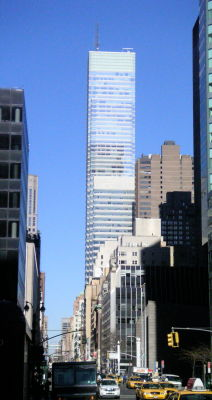
Tháp Bloomberg trên Đại lộ Lexington ở Midtown Manhattan

Bloomberg LP là một công ty tài chính, phần mềm, dữ liệu và truyền thông tư nhân có trụ sở tại Midtown Manhattan, thành phố New York. Công ty này được Michael Bloomberg thành lập vào năm 1981, với sự giúp đỡ của Thomas Secunda, Duncan MacMillan, Charles Zegar, và khoản đầu tư sở hữu 30% của Merrill Lynch.
Bloomberg LP cung cấp các công cụ phần mềm tài chính và giải pháp doanh nghiệp như phân tích và nền tảng giao dịch vốn, dịch vụ dữ liệu và tin tức cho các công ty tài chính và tổ chức thông qua Bloomberg Terminal (thông qua Dịch vụ chuyên nghiệp Bloomberg), sản phẩm tăng doanh thu cốt lõi của nó. Bloomberg LP cũng bao gồm dịch vụ hữu tuyến (Bloomberg News), mạng truyền hình toàn cầu (Bloomberg tivi), trang web, đài phát thanh (Bloomberg Radio), bản tin chỉ đăng ký và hai tạp chí: Bloomberg Businessweek và Bloomberg Markets. Bloomberg và Forbes điều xếp hạng các tỷ phú thế giới.
Công ty có 167 địa điểm và gần 20.000 nhân viên..